# Elma Dienda
Elma Jane Dienda (sinh ngày 16 tháng 11 năm 1964 tại Upington, Northern Cape, Nam Phi) là một chính trị gia và giáo viên người Namibia. Hiện tại, một thành viên của Liên minh Dân chủ Turnhalle đã gia nhập bốn năm sau khi từ chức khỏi CoD, Dienda là thành viên của Quốc hội Namibia lấy vị trí cuối cùng của CoD năm 2004 cho đến khi CoD không nhận đủ phiếu bầu khi diễn ra cuộc bầu cử lại vào năm 2009. Bà là người gốc Nam Phi và Malawia.

## Sự nghiệp
Dienda là một giáo viên chuyên nghiệp, có bằng tốt nghiệp giáo dục tại trường Cao đẳng Giáo dục Windhoek và làm việc tại trường trung học Eldorado ở Khomasdal. Bà cũng có bằng tốt nghiệp từ Trung tâm trợ giúp pháp lý. Bà được đào tạo với tư cách là một cố vấn tại tổ chức Hành động Công giáo về AIDS.

## Con đường chính trị
Dienda gia nhập Quốc hội Dân chủ năm 1999, ngay năm thành lập. Bà cũng giữ chức vụ thư ký của Đảng Dân chủ Phụ nữ. Năm 2007, bà phản đối việc bầu Ben Ulenga làm chủ tịch đảng.
Dienda dẫn đầu một lực lượng trong Quốc hội kêu gọi phân phối bao cao su cho tù nhân như một phương tiện ngăn chặn sự lây lan của HIV/AIDS. Dienda và các chính trị gia đối lập khác đã bị đuổi xuống, với Utoni Nujoma và Petrus Iilonga trực tiếp phản đối ý tưởng này. Một số thành viên SWAPO phủ nhận rằng các hoạt động tình dục đã từng xảy ra trong các nhà tù.